# Aiken (Carolina do Sul)
Aiken é uma cidade localizada no estado norte-americano da Carolina do Sul, no Condado de Aiken.

## Demografia
Segundo o censo norte-americano de 2000, a sua população era de 25.337 habitantes.
Em 2006, foi estimada uma população de 28.829, um aumento de 3492 (13.8%).

## Geografia
De acordo com o United States Census Bureau tem uma área de
41,9 km², dos quais 41,9 km² cobertos por terra e 0,0 km² cobertos por água. Aiken localiza-se a aproximadamente 144 m acima do nível do mar.

## Localidades na vizinhança
O diagrama seguinte representa as localidades num raio de 24 km ao redor de Aiken.